# Грубель, Джейми
Джейми Грубель (англ. Jamie Greubel, род. 9 ноября 1983 года, Арлингтон, Массачусетс) — американская бобслеистка, выступающая за сборную США с 2007 года. Бронзовая призёрка Олимпийских игр 2014 года.

## Биография
Джейми Грубель родилась 9 ноября 1983 года в городе Арлингтон, штат Массачусетс. Грубель закончила Hun School of Princeton в Принстоне, штат Нью-Джерси в 2002 году и Корнеллский университет в 2006 году. Грубель соревновались в хоккее на траве в средней школе и была семиборцем в колледже. В университете она установила рекорд по семиборью Имеет степень магистра в области образования. Грубель выбрала бобслей после окончания колледжа по предложению одного из её товарищей по команде. Она сначала участвовала в сборной по бобслею США в сезоне 2007-2008. Грубель первоначально в этом виде спорта была брейкманом, но перешла на пилота в 2010 году.